# Toni Servillo
Marco Antonio (Toni) Servillo (Afragola, 9 de agosto de 1959) é um ator e diretor de teatro italiano.
Servillo obteve maior reconhecimento internacional em 2008 quando interpretou Giulio Andreotti em Il Divo e como Franco em Gomorra, ambos premiados no Festival de Cannes, com o Prêmio de Melhor Direção e o Grande Prêmio do Júri, respectivamente.
Em 2013, estrelou A Grande Beleza, vencedor do Oscar de melhor filme internacional e que confirmou sua parceria de sucesso com o diretor Paolo Sorrentino. Ao todo, o ator recebeu quatro David di Donatello, a maior honraria do cinema italiano, pelos filmes “Le conseguenze dell'amore”, “La ragazza del lago”, Il Divo e A Grande Beleza.